# Kiri Dalena
Kiri Dalena, född 1975, är en konstnär, filmskapare och människorättsaktivist som bor och arbetar i Filippinerna. Hennes arbete behandlar politisk och social orättvisa med hänsyn till händelser i filippinsk historia. Hon är en av grundarna av filmkollektivet Southern Tagalog Exposure  .

## Biografi
Gabriela Krista Lluch Dalena, med smeknamnet Kiri, föddes i Manila till målaren Danny Dalena och skulptören Julie Lluch. Hon är den yngsta av tre döttrar, som alla är konstnärer. Hon studerade mänsklig ekologi vid University of the Philippines Los Baños och fortsatte vidare studier i att skapa dokumentärer vid Mowelfund Film Institute, Quezon City.

## Verk

### Erased Slogans (2008-)
Bland Dalenas mest kända verk är Erased Slogans, en serie fotografiska tryck som inleddes 2008. Fotografierna visar demonstranter som håller i plakat med sina slagord digitalt borttagna. Serien är baserad på arkivbilder av demonstrationerna i Manila på 1970-talet under Ferdinand Marcos regim. Den hänvisar till hur politiskt oliktänkande kan bli förtryckt, och framkallar pågående protester i regionen och över hela världen. Enligt konstnären "erbjuder de tomma plakaten en tystnad som är nödvändig för eftertanke."

### Southern Tagalog Exposure
Kiri Dalena var medgrundare av Southern Tagalog Exposure 2001. Det är ett kollektiv som fokuserar på att producera och visa digitala videodokumentärer och audiovisuella verk som hanterar socio-politiska problem. Gruppen "tillämpar multimedia som medium för att främja social förändring."

## Utställningar och utmärkelser
2009 fick Dalena ett Ateneo Art Award för ett installationskonstverk som visades i grupputställningen Keeping the Faith på Lopez Museum. Verket hette Barricade, book of slogans, erased slogans, and isolation room, och var baserat på bilder i Lopez-arkivet från krigslagstiden under Ferdinand Marcos regim. 2012 var Dalena mottagare av CCP 13 Artists Award. Hon har deltagit i grupputställningar vid UP Vargas Museum, Ateneo Art Gallery, Lopez Memorial Museum, Museum of Contemporary Art & Design, Cultural Center of the Philippines och Museum of Contemporary Art Tokyo. Hennes verk har också visats i internationella konstevenemang, till exempel Singapore Biennale (2013), Yokohama Triennial (2014), Fukuoka Asian Art Triennial (2014) och 8th Asia Pacific Triennial (2015).

## Museumsamlingar
Dalenas verk finns i permanenta samlingar i Singapore Art Museum,  Queensland Art Gallery och Queensland Gallery of Modern Art, Ateneo Art Gallery, och M+ i Hongkongs West Kowloon Cultural District.